# Арисп, Жан Изидор
Жан Изидор Арисп (фр. Jean Isidore Harispe; 1768—1855) — французский военный и государственный деятель, граф Империи (3 января 1813), маршал Франции (11 декабря 1851), участник революционных и наполеоновских войн. Имя маршала выбито на Триумфальной арке в Париже.

## Биография
Родился 7 декабря 1768 года в Сент-Этьен-де-Баигорри (на территории нынешнего департамента Атлантические Пиренеи), происходил из богатой баскской семьи.
В военную службу вступил волонтером в Баскские егеря и в 1793 году получил в командование роту. Войны, ведённые в это время Французской республикой с Испанией, предоставляли Ариспу немало случаев к отличиям и он быстро достиг должности батальонного командира. В этом чине он участвовал во взятии Изсеньенского ущелья и Альдудесских и Бернариских редутов и за отличие был произведён в полковники.
Баскские егеря в 1800 году были переведены в итальянскую армию (с переименованием в 16-ю лёгкую полубригаду). В Италии Арисп также принял участие в нескольких сражениях.
В кампании 1806—1807 годов в Восточной Пруссии Арисп сражался при Иене, Гутштадте, Гейльсберге и Фридланде. В последнем сражении Арисп был ранен картечью. В награду за свои заслуги он 29 января 1807 года был произведён в бригадные генералы.
16 декабря 1807 года Арисп был определён начальником штаба при маршале Монсее, за которым в 1808 году последовал в Испанию. В кампании на Пиренейском полуострове Арисп снискал похвалу Наполеона за устройство подвижных колонн, успешно действовавших против испанских герильясов, и за распоряжения, которыми 2 мая 1808 года восстановил порядок в Мадриде. Арисп принимал участие в сражении прн Туделе, находился при осаде Сарагосы и в деле при Сан-Марии, где был тяжело ранен в левую ногу.
По выздоровлении он принял команду над войсками в Арагоне и действовал при осаде Лериды. 12 октября 1810 года Арисп был произведён в дивизионные генералы, после чего отличился при штурме Таррагоны, где взял фopт Олива. За отличия он 30 июня 1811 года был награждён офицерским крестом ордена Почётного легиона. В конце 1811 года он много способствовал к завоеванию Валенсии и 25 октября в сражении при Сагунте явился главным творцом победы французов. Следующие подвиги дивизия Ариспа оказала при Касталле 21 июля 1812 года, где она едва отбила нападение испанской Мурсийской армии. 3 января 1813 года Наполеон даровал Ариспу титул графа Империи.
С 1813 года, после разгрома Великой армии в России, началось постепенное отступление французов и из Испании. В 1814 году, дойдя до Тулузы с остатками армии, Арисп во время сражения при этом городе оборонял Кальвинские редуты и был ранен в ногу, которая была ампутирована. По взятии Тулузы герцог Веллингтон посетил своего противника, а французской армии было возвещено в особом приказе, что генерал вне опасности.
Во время Ста дней Арисп поддержал Наполеона и командовал французскими войсками на Пиренеях. По заключении мира, Арисп многие годы числился по армии; потом был уволен в отставку.
В 1830 году, после Июльской революции, Арисп был избран членом французского парламента и назван пэром. С 1840 по 1850 год он командовал 20-м военным округом, во время карлистских войн в Испании он оказывал неофициальную поддержку мадридскому правительству против Дона Карлоса.
11 декабря 1851 года Арисп был произведён в маршалы Франции, с января 1852 года был сенатором.
Скончался 26 мая 1855 года в Лакарре.
Впоследствии его имя было выбито на Триумфальной арке в Париже.

## Воинские звания
- Командир батальона (3 января 1794 года);
- Полковник (3 июня 1794 года);
- Бригадный генерал (29 января 1807 года);
- Дивизионный генерал (12 октября 1810 года);
- Маршал Франции (11 декабря 1851 года).

## Титулы

Герб графа.

- Герб графа.Барон Арисп и Империи (фр. baron Harispe et de l'Empire; декрет от 19 марта 1808 года, патент подтверждён 26 октября 1808 года);
- Граф Арисп и Империи (фр. comte Harispe et de l'Empire; патент подтверждён 3 января 1813 года)[1].

## Награды
Легионер ордена Почётного легиона (11 декабря 1803 года)
 Офицер ордена Почётного легиона (14 июня 1804 года)
 Командор ордена Почётного легиона (5 марта 1808 года)
 Великий офицер ордена Почётного легиона (30 июня 1811 года)
 Большой крест ордена Почётного легиона (9 мая 1833 года)
 Кавалер военного ордена Святого Людовика (1814 год)
 Кавалер ордена Железной короны (15 марта 1811 года)
 Большой Крест ордена Воссоединения (3 апреля 1813 года)